# Kamen Rider OOO
Kamen Rider OOO (仮面ライダーオーズ／ＯＯＯ Kamen Raidā Ōzu?) es el título de la 21.ª temporada de la franquicia Kamen Rider, producida por Toei Company y emitida en TV Asahi del 5 de septiembre de 2010 al 28 de agosto de 2011, constando de 48 episodios. Además de celebrarse con su emisión el 40.º aniversario de la franquicia en 2011, el 28.º episodio fue el episodio número 1000 de la franquicia en total y en él y el anterior en una historia de dos partes se hizo homenaje al hito, además de estrenarse una película conmemorativa. El eslogan de la temporada es "¡¡¡Me transformaré!!!" (俺が変身する!!! Ore ga henshin suru!!!?)

## Argumento
Eiji Hino es un viajero que no tiene un hogar propio y que carga con un trágico pasado. Cuando despiertan después de 800 años unas criaturas hechas de unas extrañas medallas de metal llamadas Greeeds que se alimentan de los deseos y la codicia de los humanos, Eiji encuentra una de las medallas, perteneciente a Ankh, un Greeed del que solo queda un brazo flotante. En el primer ataque, un joven inspector de policía llamado Shingo Izumi al que Eiji acaba de conocer resulta gravemente herido y queda al borde de la muerte. Ankh, que entrega a Eiji un cinturón con el que se transforma en Kamen Rider OOO, aprovecha para poseer el cuerpo de Shingo antes de que este muera para poder andar libremente, teniendo como efecto secundario el conservar con vida al inspector mientras Ankh esté dentro de él. Junto a la hermana del inspector, Hina, y con la ayuda de Ankh que le proporcionará medallas para usar sus poderes, con la intención de recolectar las medallas de los Greeeds que destruyan para obtener más energía; y de la misteriosa fundación Kōgami que les proporciona equipamiento y tecnología a cambio de parte de las medallas que consigan, Kamen Rider OOO tendrá que enfrentarse a los Greeed antes de que recuperen todas sus medallas Core y se conviertan en una amenaza que podría consumir el mundo entero.

## Personajes

### Riders
- Eiji Hino (火野 映司 Hino Eiji?)/Kamen Rider OOO (仮面ライダーオーズ Kamen Raidā Ōzu?): Es un joven que ha estado viajando por el mundo. Era el hijo de un acaudalado político, y con su dinero intentó ayudar a la gente de un poblado en África. Pero utilizaron ese dinero para provocar una guerra civil en el país, y Eiji fue testigo en la distancia sin poder evitarlo de la muerte de una niña pequeña con la que había entablado amistad. Después tuvo que ver como su padre le utilizaba a él y a su historia para ganar votos. A causa del trauma que le causó todo esto, se quedó completamente vacío de deseos, sueños y esperanzas, abandonó a su familia y su posición y se convirtió en un vagabundo, sin hogar propio, con solo unas pocas monedas para vivir, y con la única preocupación de tener una muda de ropa interior para el día siguiente, sobreviviendo gracias a trabajos temporales. Solo una cosa le motiva: ayudar a cualquier persona que se encuentre en dificultades, aunque la acabe de conocer esa misma mañana, ya que según dice, si alguien le extiende la mano para pedirle ayuda y él no le extiende la mano para ayudarle, se arrepentirá el resto de su vida. Tras conocer a Hina y Chiyoko, se establece en una habitación en el Cous Coussier, donde trabaja como camarero.
- Akira Date (伊達 明 Date Akira?)/Kamen Rider Proto-Birth (仮面ライダープロトバース Kamen Raidā Puroto Bāsu?): Se trata de un paramédico que también ha viajado por el mundo y que incluso llegó a cruzarse durante sus viajes con Eiji aunque no se llegaron a conocer personalmente. En uno de esos viajes en una zona de conflicto, le dispararon en la cabeza. Milagrosamente, sobrevivió con la bala alojada en el cerebro, en un punto en el que tanto sacarla como dejarla ponía en riesgo su vida, y le provoca desagradables efectos secundarios. Al llegar de vuelta a Japón fue contratado por la Fundación Kōgami para trabajar como el nuevo Kamen Rider Birth. Akira ve esto como un simple trabajo y lo único que le interesa es cobrar su salario, para lo cual necesita reunir un millón de medallas Cell. A diferencia de OOO, que obtiene sus poderes de las medallas Core, Birth funciona a partir de las medallas Cell ordinarias.[3]
- Shintarō Gotō (後藤 慎太郎 Gotō Shintarō?)/Kamen Rider Birth (仮面ライダーバース Kamen Raidā Bāsu?): Es un exoficial de policía que se unió a la Fundación Kōgami con la idea de proteger el mundo. Al principio trabaja como lacayo del presidente cumpliendo sus encargos y apoya a regañadientes a Eiji, ya que aunque tiene un gran deseo de convertirse en Kamen Rider y en cierta parte envidia a Eiji por eso, a la hora de la verdad le falta la seguridad en sí mismo. Por eso abandona la fundación pidiendo una excedencia para trabajar en el Cous Coussier, tiempo durante el cual traba amistad con Akira y se convierte en su ayudante y apoyo personal en batalla. Cuando Akira se retira de la batalla, Shintarō se convierte en el nuevo Kamen Rider Birth, utilizando sus poderes a un nivel superior ya que, a diferencia de Akira, él se estudió a fondo el manual de uso del traje y conoce de memoria sus poderes.

### Aliados
- Ankh (アンク Anku?): Se trata de un fragmento de Greeed, un brazo de color rojo, que se separó del resto de su cuerpo antes de ser sellado y que despertó en ese estado, con su consciencia dentro del brazo arrancado. En esta forma, puede flotar por el aire. Entregó a Eiji el dispositivo de transformación en Kamen Rider OOO con la idea de utilizarle como marioneta en sus planes, ya que él no puede crear Yummies en su estado y está enemistado con el resto de los Greeeds. Para moverse con mayor protección y libertad, posee el cuerpo moribundo de Shingo, adoptando su aspecto salvo por un peinado rubio con rizos que adquiere cuando está dentro de ese cuerpo y que contrasta con el pelo corto, liso y negro de Shingo. Tiene la capacidad de acceder a todos los recuerdos de la mente de Shingo cuando está dentro de él, y eso le permite adaptarse con velocidad a los cambios que se han producido en el mundo en los 800 años que ha estado durmiendo. Es de carácter seco y huraño, piensa que tiene derecho a tomar lo que le dé la gana y detesta tener que dar cosas a los demás. Su idea al darle a Eiji sus poderes era utilizarle para recolectar medallas Cell de los Yummies con los que se enfrentara, para lo que pretendía que estos se "cebaran" a base de atacar a los humanos hasta el momento justo en que pudiera destruirlos y obtener así más medallas. Sin embargo, cuando Eiji le amenaza con destruir el dispositivo de transformación o negarse a luchar si no pone por delante la vida de las personas, se ve obligado a ceder en ese sentido.[4]
- Shingo Izumi (泉 信吾 Izumi Shingo?): Es un joven oficial de policía al que Eiji conoce la misma mañana en que conoció a Ankh, cuando investiga la destrucción del edificio en que Eiji trabajaba esa noche como guardia de seguridad por el renacimiento de los Greeeds. Cuando el primer Yummy atacó por la zona, Shingo tuvo un accidente de coche en el que se golpeó mortalmente la cabeza. A punto de morir, se salvó gracias a que Ankh entró en su cuerpo y le poseyó, manteniéndose en ese estado durante un tiempo. Ankh puede salir a voluntad del cuerpo de Shingo, pero si eso ocurre, vuelve a desplomarse inconsciente, y morirá en diez minutos si Ankh no regresa a su cuerpo. Esto es así hasta que poco a poco, Shingo se va recuperando de sus heridas. A medida que esto ocurre, comienza a adquirir la capacidad de recuperar por breves segundos el control de su cuerpo, lo cual suele suceder cuando su hermana está en peligro. A pesar de estar controlado por Ankh, es consciente en todo momento gracias a él de todo lo que pasa, de la misma forma que Ankh puede acceder a todos los recuerdos de su mente.
- Hina Izumi (泉 比奈 Izumi Hina?): Es la hermana de Shingo, una estudiante con el sueño de convertirse en diseñadora de moda que trabaja a medio tiempo como camarera en el Cous Coussier, que tiene como distintivo una sobrehumana fuerza en los brazos que le permite levantar toneladas de peso con las manos desnudas. Conoció por casualidad a Eiji la misma mañana en la que todo comenzó, y aunque Eiji intentó al principio ocultarle lo que le había sucedido a su hermano, acabó enterándose del estado en que se encontraba. Para cuidar del cuerpo de su hermano, al que se siente muy unida, y evitar que Ankh lo maltrate demasiado, le consigue un trabajo a Eiji como camarero en el Cous Coussier, y una habitación para ambos en el mismo.
- Kōsei Kōgami (鴻上 光生 Kōgami Kōsei?): Es el excéntrico presidente de la Fundación Kōgami. Conoce a fondo la historia de las medallas Core, anticipó la llegada de los Greeeds y ha estado acumulando medallas Cell y artefactos relacionados con los Greeeds y OOO. Le encanta hacer tartas y ha construido su oficina sobre una pastelería. Tiene un tocadiscos en su oficina en el que suena continuamente la canción Cumpleaños feliz, ya que piensa que el nacimiento de cualquier cosa, sea buena o sea mala, es un momento hermoso, y tiene la costumbre de gritar "Happy Birthday!" ("¡Feliz cumpleaños!") cuando ocurre algo nuevo, emocionándose hasta el exceso. Cree firmemente que los deseos son la forma de energía más pura y poderosa que existe y lo que hace evolucionar a la Tierra. De esta forma, anima a todos a cumplir sus deseos a toda costa, siempre que no interfieran con los suyos propios.
- Erika Satonaka (里中 エリカ Satonaka Erika?): Es la secretaria personal del presidente Kōgami. Se encarga de cumplir sus encargos y de ejercer de su portavoz, además de que suele tocarle comerse la mayor parte de las tartas que hace, eso a pesar de que ella prefiere la comida picante. Es de un carácter muy frío, ya que ve toda su actividad como un mero trabajo con el que ganarse el sueldo, rechazando la opción de salir tarde del trabajo si no le pagan las horas extra, por muy grave que sea la emergencia. Cuando Gōto se convierte en el nuevo Kamen Rider Birth, Erika pasa a ser su asistente en batalla de la misma forma que él era asistente de Akira, aunque esto les hace chocar ya que Erika suele perder mucho tiempo para arreglarse para la batalla, lo que le hace llegar tarde con frecuencia.
- Chiyoko Shiraishi (白石 千世子 Shiraishi Chiyoko?): Es la dueña del Restaurante de Cocina Internacional Cous Coussier, un establecimiento en el que se sirven platos de todo el mundo, y en el que los trabajadores y ella misma hacen cosplay sobre el país que toque cada día, decorando también el establecimiento al propósito. Contrató a Hina por su súperfuerza que le permite levantar casi cualquier cosa en el restaurante, y después también a Eiji por ser un viajero como ella. También le permitió quedarse a Ankh después de que Eiji le contara que es un extranjero que tuvo una infancia terrible, y contrataría a Gōto como camarero cuando abandonó la Fundación Kōgami. Es de carácter siempre alegre y abierto, aunque no sabe nada de la lucha que se desarrolla a su alrededor con los Greeeds y los demás intentan como pueden que no se entere de nada. También tiene un extraordinario parecido físico con la fallecida hermana del Dr. Maki, lo que le provoca gran estrés a él cuando él la conoce.

### Villanos
- Greeeds (グリード Gurīdo?)[notas 1] son unas criaturas que fueron creadas hace 800 años por medio de la alquimia, logrando encerrar la esencia de la vida de varios animales en medallas metálicas llamadas medallas Core[notas 2] Cada uno de los Greeeds está hecho de hasta 10 medallas Core y una infinidad de medallas Cell,[notas 3] La diferencia física entre ambos tipos de medallas es el color, las medallas Cell son todas plateadas con una cruz grabada, y las Core son de un color determinado y tienen grabado el animal que le dio poder. La consciencia y los poderes de los Greeed se encuentra en las medallas Core, mientras que las medallas Cell constituyen la base de su cuerpo y de sus energías físicas. Desde el principio, los Greeeds fueron despojados por sus creadores de una de las medallas Core para que su deseo de estar completos les moviera a despertar a la vida. Cuando fueron puestos a dormir hace 800 años, perdieron gran parte de sus medallas, y con ellas gran parte de su poder. Para recuperarse, necesitan recuperar sus medallas Core o hacerse con el mayor número posible de medallas Cell que les den energía vital. Para esto último se valen de los humanos, ya que las medallas Cell son una manifestación de los deseos y la codicia humana. Así, con diferentes estrategias según el Greeed, infectan a los humanos que tienen un fuerte anhelo personal introduciendo en su interior una medalla Cell para crear monstruos llamados Yummies, seres similares a los Greeeds, con la diferencia de que no poseen medallas Core y están hechos únicamente de medallas Cell, que les sirven para recolectar esas medallas, pero que constituyen una amenaza para la vida de los humanos que atacan. Kamen Rider OOO, por otra parte, se vale de las medallas Core de los Greed para invocar sus poderes. En cada batalla, suele producirse un intercambio involuntario de medallas Core entre los Greeeds y él gracias a Ankh, quien por otra parte, como un Greeed más, también desea recuperar sus medallas Core para estar completo. La consciencia de un Greeed está contenida en una de las medallas Core concreta. Para matar definitivamente al Greeed, es necesario destruir esa medalla. De lo contrario, siempre podrán regenerarse reuniendo las suficientes medallas Core y Cell. Todos los Greeed tienen la capacidad de disfrazarse con una forma humana que utilizan para pasar desapercibidos entre los humanos.[5]
  - Kazari (カザリ?): Es el Greeed felino, dueño de las medallas Core de color amarillo. Es un manipulador arrogante que tiene la habilidad de moverse a gran velocidad y crear pequeños ciclones. Ha adoptado la forma de un joven de pelo rubio platino vestido con un blázer amarillo. Los Yummies que él crea son parásitos, se unen a los humanos que infectan poseyéndolos y obligándoles a actuar violentamente de acuerdo a sus deseos, para al final consumirlos al transformarse en monstruos. Para salvarlos en ese momento, es necesario que OOO extraiga al humano del interior del monstruo antes de destruirlo.[5]
  - Uva (ウヴァ?): Es el Greeed insecto, dueño de las medallas Core de color verde. Es el Greeed de carácter más violento, capaz de lanzar rayos y saltar largas distancias. Ha adoptado la forma de un hombre vestido con una chaqueta de cuero verde. Los Yummies que crea salen del interior de los cuerpos de los humanos que infecta y su estrategia es consumir el deseo que poseen cumpliéndolo de formas grotescas.[5]
  - Gamel (ガメル Gameru?): Es un Greeed basado en animales pesados, dueño de las medallas de color gris oscuro. Ha adoptado la forma de un hombre vestido con una camisa gris sobre una camiseta negra. Es el más fuerte físicamente de los Greeed, pero tiene la mente de un niño pequeño, lo que le impide trabajar bien con los otros Greeeds salvo Mezool, que es la única capaz de llegar hasta él y que se aprovecha de esto para manipularle a voluntad. A diferencia de los otros Greeeds, utiliza su propio cuerpo insertándose una medalla Cell para crear sus Yummies tras observar a un determinado humano al que quiere imitar, con desastrosas consecuencias. También a diferencia de otros Greeeds, carece de motivaciones propias y solo crea sus Yummies para ayudar a sus compañeros, sobre todo a Mezool, en sus planes. Como consecuencia, aunque sus Yummies son los más fuertes, también son los que menos medallas Cell proporcionan, por lo que Ankh considera una pérdida de tiempo enfrentarse a estos Yummies y si no fuera por la decisión de Eiji de abortar la amenaza que suponen, ni siquiera consideraría perder el tiempo con ellos.[5]
  - Mezool (メズール Mezuru?): Es una Greeed acuática, dueña de las medallas de color azul. Ha adoptado la forma de una colegiala vestida con uniforme. Es la única mujer entre los Greeeds, y como tal actúa como figura materna para ellos. Es la más amable entre los Greeeds, ya que sus métodos le permiten recolectar medallas Cell suficientes para ella y para repartirlas con sus compañeros. Su método consiste en infectar a un humano a partir de sus anhelos más fuertes. A partir de la infección, se generarán cerca de él una serie de huevos que irán creciendo a medida que el humano persiga esos anhelos, hasta que eclosionen, lo que puede provocar la aparición de un solo Yummy o bien un ejército de criaturas acuáticas destinadas a entregarle medallas Cell a Mezool o que pueden unirse a modo de banco de peces para crear un monstruo gigante según la situación.[5]
  - Ankh (Lost) (アンク（ロスト） Anku (Rosuto)?): Es el resto del cuerpo de Ankh, un Greeed basado en pájaros, dueño de las medallas de color rojo. Fue sellado por separado de Ankh y del resto de los Greeed, y como la consciencia de Ankh estaba en el brazo, el resto de Ankh permaneció durante siglos de forma inanimada mientras iba cultivándose en él el deseo de estar completo, lo que le llevó a desarrollar una consciencia propia. Al principio no puede tomar forma humana, pero en consonancia con su personalidad de recién nacido, al fortalecerse gracias a la guía de Kazari, adopta la forma de un niño pequeño. Su mayor anhelo es unirse a Ankh para recuperar su cuerpo completo. Ankh también desearía recuperar el resto de su cuerpo, pero al mismo tiempo lo teme, ya que sospecha que tras la unión de los dos Ankhs, la consciencia más débil será consumida. Los Yummies que Ankh (Lost) crea son de tipo pájaro, y su modus operandi es mantener a los humanos que infectan resguardados en un lugar importante para la víctima mientras ellos salen a cumplir sus deseos como una madre pájaro que sale para llevar comida a sus polluelos en su nido.[5]

### Otros personajes
- Kiyoto Maki (真木 清人 Maki Kiyoto?): Es un científico que trabaja para la Fundación Kōgami, y quien desarrolló el Kamen Rider Birth. Se trata de un hombre muy extraño, de apariencia seria y circunspecta que siempre lleva una pequeña muñeca al hombro a la que siempre mira cuando habla. Si pierde la muñeca, se pone histérico e intenta recuperarla lo antes posible. Choca con Kōgami prácticamente en todo. Si aquel está obsesionado con los nacimientos, Kiyoto lo está con la muerte, y piensa que algo o alguien no está verdaderamente completo hasta que desaparece. Sin embargo, desarrolla el Birth System para que Kōgami siga financiando sus investigaciones personales. Estas, que realiza en secreto, constituyen en un pacto con Kazari por el cual ambos investigan qué es lo que ocurriría si un Greeed se hiciera con todas las medallas Core existentes. Cuando conoce a Chiyoko y ve lo mucho que se parece a su fallecida hermana, despiertan en él recuerdos de su pasado. Era una mujer que había cuidado de él desde la pérdida de los padres de ambos, comportándose con él de forma déspota y cruel. La noche antes de la boda de ella, le regaló la muñeca y le dijo que hablara con ella igual que lo hacía con ella, ya que no iba a tener a nadie más ya que ella pensaba dejarle. Esto le volvió loco y por la noche prendió fuego al dormitorio de su hermana, matándola. Después, en su locura, olvidó lo que había hecho, se convenció de que el fuego había sido accidental e idealizó a su hermana olvidando sus maldades y teniéndola como una persona buena y amorosa. Esto implantó la idea en él de que una persona solo está completa cuando muere, y le obsesionó con la idea de que el mundo solo estaría completo cuando llegara a su fin. Cuando Kōgami descubre que Kiyoto ha hecho un pacto con Kazari para ayudarle al mismo tiempo que investiga lo que ocurriría si un solo Greeed se hiciera con todas las medallas Core, y le amenaza con despedirle, Kiyoto se lleva sus cosas y destruye el laboratorio, llevándose también una serie de hasta entonces desconocidas medallas Core de color púrpura, absorbiendo parte de las mismas en su propio cuerpo con la ayuda de a Kazari para transformarse en un Greeed y provocar la destrucción del mundo. Como Greeed sus Yummies están basados en animales que ya no existen, por estar extintos como los dinosaurios o por ser mitológicos como los unicornios, y esos Yummies realizan ataques destinados no a cumplir deseos sino a destruir todo a su paso.

## Episodios
El título de cada episodio consiste en la enumeración de tres objetos, personajes o conceptos que aparecen en el episodio.
1. Medallas, ropa interior y un brazo misterioso (メダルとパンツと謎の腕 Medaru to Pantsu to Nazo no Ude?)[6]
2. Deseo, helados y regalos (欲望とアイスとプレゼント Yokubō to Aisu to Purezento?)[7]
3. Un gato, evolución y un glotón (ネコと進化と食いしん坊 Neko to Shinka to Kuishinbō?)[8]
4. Dudas, mensaje en una foto y una mano que ayuda (疑いと写メと救いの手 Utagai to Shame to Sukui no Te?)[9]
5. Un juego de escondite, un nido y una niña rica (追いかけっこと巣とセレブ Oikakekko to Su to Serebu?)[10]
6. Moda, un contrato y el combo más fuerte (お洋服と契約と最強コンボ Oyōfuku to Keiyaku to Saikyō Konbo?)[11]
7. Un mal marido, una trampa y un premio de lotería (ダメ亭主と罠と大当たり Dame Teishu to Wana to Ōatari?)[12]
8. Sabotaje, falta de codicia y un descanso (サボりと無欲と休憩中 Sabori to Muyoku to Kyūkeichū?)[13]
9. Empapado, el pasado y un combo abrasador (ずぶぬれと過去と灼熱コンボ Zubunure to Kako to Shakunetsu Konbo?)[14]
10. Un puño, un experimento y una supermoto (拳と実験と超バイク Kobushi to Jikken to Chō Baiku?)[15]
11. Un viajero, una cola de golondrina y un famoso (旅人とアゲハ蝶と有名人 Tabibito to Agehachō to Yūmeijin?)[16]
12. Una anguila, el mundo y el combo de la gravedad (ウナギと世界と重力コンボ Unagi to Sekai to Jūryoku Konbo?)[17]
13. Un gato siamés, estrés y un genio cirujano (シャム猫とストレスと天才外科医 Shamu-Neko to Sutoresu to Tensai Gekai?)[18]
14. Orgullo, cirugía y un secreto (プライドと手術と秘密 Puraido to Shujutsu to Himitsu?)[19]
15. La lucha por las medallas, un camión de transporte y el contenedor (メダル争奪と輸送車と器 Medaru Sōdatsu to Yusōsha to Utsuwa?)[20]
16. Un final, los Greeeds y un nuevo Rider (終末とグリードと新ライダー Shūmatsu to Gurīdo to Shin Raidā?)[21]
17. La chica kendo, Oden y el Yummy dividido (剣道少女とおでんと分離ヤミー Kendō Shōjo to Oden to Bunri Yamī?)[22]
18. Destrucción, motivos y el látigo anguila (破壊と理由とウナギムチ Hakai to Riyū to Unagi Muchi?)[23]
19. La medalla roja, el detective y una traición (赤いメダルと刑事と裏切り Akai Medaru to Keiji to Uragiri?)[24]
20. Un señuelo, las calificaciones y el combo llameante (囮（おとり）と資格と炎のコンボ Otori to Shikaku to Honō no Konbo?)[25]
21. El saltamontes, un padre y un hijo y el aliado de la justicia (バッタと親子と正義の味方 Choko to Shinnen to Seigi no Chikara?)[26]
22. Chocolate, fe y el poder de la justicia (チョコと信念と正義の力 Choko to Shinnen to Seigi no Chikara?)[27]
23. Belleza, un huevo y un deseo dormido (キレイと卵と眠る欲望 Kirei to Tamago to Nemuru Yokubō?)[28]
24. Recuerdos, amor y el combo del océano (思い出と恋と海のコンボ Omoide to Koi to Umi no Konbo?)[29]
25. Un boxeador, la mano izquierda y el Yummy pájaro (ボクサーと左手と鳥ヤミー Bokusā to Hidarite to Tori Yamī?)[30]
26. Ankh, un anillo y darlo todo (アンクとリングと全部のせ Anku to Ringu to Zenbu Nose?)[31]
27. 1000, una película y el hombre de combate (1000と映画と戦闘員 Sen to Eiga to Sentōin?)[32]
28. 1000, los Kamen Riders y un aniversario (1000と仮面ライダーと誕生日 Sen to Kamen Raidā to Tanjōbi?)[33]
29. Una hermana mayor, un doctor y la verdad sobre Ankh (姉と博士（ドクター）とアンクの真実 Ane to Dokutā to Anku no Shinjitsu?)[34]
30. Un rey, un panda y un recuerdo llameante (王とパンダと炎の記憶 Ō to Panda to Honō no Kioku?)[35]
31. Devolviendo un favor, un plan y unas medallas púrpuras (恩返しとたくらみと紫のメダル Ongaeshi to Takurami to Murasaki no Medaru?)[36]
32. Un nuevo Greeed, un deseo y un combo invencible (新グリードと空白と無敵のコンボ Shin Gurīdo to Kūhaku to Muteki no Konbo?)[37]
33. Amistad, caos y un cinturón abandonado (友情と暴走と残されたベルト Yūjō to Bōsō to Nokosareta Beruto?)[38]
34. Un amigo cercano, el uso y esta conexión (親友と利用とその関係 Shin'yū to Riyō to Sono Kankei?)[39]
35. Un sueño, un hermano y el secreto de Birth (夢と兄とバースの秘密 Yume to Ani to Bāsu no Himitsu?)[40]
36. Sueños rotos, un cuerpo y la resurrección de los Greeeds (壊れた夢と身体とグリード復活 Kowareta Yume to Karada to Gurīdo Fukkatsu?)[41]
37. Durmiendo, cien millones y la transferencia de Birth (眠りと1億とバース転職 Nemuri to Ichi Oku to Bāsu Tenshoku?)[42]
38. Las circunstancias, una despedida y el Birth en lágrimas (事情と別れと涙のバース Jijō to Wakare to Namida no Bāsu?)[43]
39. Una pesadilla, unas cámaras de seguridad y la venganza de Ankh (悪夢と監視カメラとアンクの逆襲 Akumu to Kanshi Kamera to Anku no Gyakushū?)[44]
40. Control, una fiesta de cumpleaños y la desaparición de Ankh (支配と誕生会と消えるアンク Shihai to Tanjōkai to Kieru Anku?)[45]
41. Hermanos, un rescate y la marcha de Eiji (兄妹と救出と映司去る Kyōdai to Kyūshutsu to Eiji Saru?)[46]
42. Hielo, Greeedificación y alas rotas (氷とグリード化と砕けた翼 Kōri to Gurīdo-ka to Kudaketa Tsubasa?)[47]
43. Un buitre, una confrontación y el regreso de Ankh (ハゲタカと対立とアンクリターンズ Hagetaka to Tairitsu to Anku Ritānzu?)[48]
44. Todos juntos, la resurrección perfecta y tu codicia (全員集合と完全復活と君の欲 Zen'in Shūgō to Kanzen Fukkatsu to Kimi no Yoku?)[49]
45. Un ataque sorpresa, el protopájaro y el deseo de amor (奇襲とプロトバースと愛の欲望 Kishū to Puroto Bāsu to Ai no Yokubō?)[50]
46. El Greeed Eiji, los nacimientos dobles y el deseo de Ankh (映司グリードとWバースとアンクの欲望 Eiji Gurīdo to Daburu Bāsu to Anku no Yokubō?)[51]
47. La grieta roja, la satisfacción y el receptáculo de Eiji (赤いヒビと満足と映司の器 Akai Hibi to Manzoku to Eiji no Utsuwa?)[52]
48. Las medallas del mañana, una ropa interior y unos brazos extendidos (明日のメダルとパンツと掴む腕 Ashita no Medaru to Pantsu to Tsukamu Ude?)[53]

### Películas
- OOO, Den-O, All Riders: Let's Go Kamen Riders (オーズ・電王・オールライダー レッツゴー仮面ライダー Ōzu Den'ō Ōru Raidā: Rettsu Gō Kamen Raidā?): Película conmemorativa del 40.º aniversario de la franquicia Kamen Rider, protagonizada principalmente por Kamen Rider OOO, Kamen Rider Chō Den-O y los protagonistas de la primera temporada de Kamen Rider, y en la que aparecen realizando apariciones secundarias personajes de todas las temporadas de la franquicia. Estrenada el 1 de abril de 2011[54]
- Kamen Rider × Kamen Rider OOO & W Featuring Skull: Movie War Core (仮面ライダー×仮面ライダーオーズ＆ダブル ｆｅａｔ．スカル ＭＯＶＩＥ大戦ＣＯＲＥ Kamen Raidā × Kamen Raidā Ōzu ando Daburu feat. Sukaru: Mūbī Taisen Koa?): Película crossover entre Kamen Rider OOO y Kamen Rider W. EStrenada el 18 de diciembre de 2010[55]
- Kamen Rider OOO Hyper Battle DVD: Quiz, Dance, and Takagarooba!? (仮面ライダーオーズ　ハイパーバトルＤＶＤ　クイズとダンスとタカガルバ Kamen Raidā Ōzu Haipā Batoru Dī Bui Dī Kuizu to Dansu to Takagaruba?): Especial para video. Estrenado el 1 de julio de 2011
- Kamen Rider OOO Wonderful the Movie: The Shogun and the 21 Core Medals (劇場版 仮面ライダーオーズ　WONDERFUL　将軍と２１のコアメダル Gekijōban Kamen Raidā Ōzu Wandāfuru: Shōgun to Nijū-ichi no Koa Medaru?): Estrenada el 6 de agosto de 2011.[56]
- Kamen Rider OOO: Final Episode (仮面ライダーオーズ　FINAL EPISODE Kamen Raidā Ōzu: Fainaru Episōdo?): Es una versión "montaje del director" de los dos episodios finales de la serie formando una película que se publicó en DVD y Blu-Ray. Estrenado el 21 de febrero de 2012

## Reparto
- Eiji Hino: Shu Watanabe[57]
- Akira Date: Hiroaki Iwanaga[3]
- Shintarō Gotō: Asaya Kimijima
- Ankh/Shingo Izumi: Ryōsuke Miura[58]
- Hina Izumi: Riho Takada
- Kōsei Kōgami: Takashi Ukaji
- Erika Satonaka: Mayuko Arisue
- Chiyoko Shiraishi: Marie Kai
- Kazari: Taito Hashimoto[59][60]
- Uva: Yūsuke Yamada[59]
- Gamel: Hiroyuki Matsumoto[59][61]
- Mezool: Yukana y Honoka Miki[62][63]
- Ankh (Lost): Miyu Irino y Hikari Tobita
- Kiyoto Maki: Yū Kamio[64]
- Voz del OOO Driver: Akira Kushida
- Narrador, voz del Birth Driver y el Birth Buster: Jōji Nakata

## Temas musicales

### Tema de entrada
- "Anything Goes!"[65][66][67]
  - Letra: Shoko Fujibayashi
  - Música: Everset y Galveston 19
  - Arreglos: Everset y Kōtarō Nakagawa
  - Intérprete: Maki Ohguro[68][69][70]

### Temas de cierre
- "Regret Nothing ~Tighten Up~"
  - Letra: Shoko Fujibayashi
  - Música: Shuhei Naruse
  - Arreglos: Shuhei Naruse
  - Intérprete: Shu Watanabe[71][72][73]

- "Got to Keep it Real"
  - Letra: Shoko Fujibayashi
  - Música: Shuhei Naruse
  - Arreglos: Shuhei Naruse
  - Intérprete: Shu Watanabe[74]

- "Time Judged All"
  - Letra: Shoko Fujibayashi
  - Música: Shuhei Naruse
  - Arreglos: Shuhei Naruse
  - Intérprete: Shu Watanabe ft. Ryosuke Miura[75][76][77]